# Colpochila manonii
Colpochila manonii är en skalbaggsart som beskrevs av Szito 1994. Colpochila manonii ingår i släktet Colpochila och familjen Melolonthidae. Inga underarter finns listade i Catalogue of Life.